# Falsktangaror
Falsktangaror (Mitrospingidae) är en nyskapad fågelfamilj som traditionellt placerats i familjen tangaror inom ordningen tättingar. DNA-studier visar dock att de tillhör en egen utvecklingslinje, visserligen nära släkt med tangarorna, men också med kardinalerna i familjen Cardinalidae.
Familjen omfattar tre släkten med sammanlagt fyra arter som alla förekommer i Sydamerika:
- Släkte Mitrospingus
  - Svartmaskad falsktangara (M. cassinii)
  - Gråmaskad falsktangara (M. oleagineus)
- Släkte Lamprospiza
  - Rödnäbbad falsktangara (L. melanoleuca)
- Släkte Orthogonys
  - Olivgrön falsktangara (O. chloricterus)